# Cappuccinatore
Bei einem Cappuccinatore handelt es sich um einen Kunststoffaufsatz für die Dampfdüse von Kaffeevollautomaten. Ähnlich wie der Pannarello wird auch der Cappuccinatore zur Herstellung von Milchschaum oder heißer Milch verwendet, womit man Heißgetränke wie Latte macchiato oder Cappuccino herstellen kann. Der wesentliche Unterschied zum Pannarello besteht aber darin, dass man kein separates Gefäß benötigt.
Mit dem Unterdruck, den die Dampfdüse erzeugt, wird die Milch durch einen Schlauch angesaugt, im Cappuccinatore aufgeschäumt bzw. erhitzt und gelangt danach direkt in die Tasse. Je nach Fettgehalt und Temperatur der Milch muss die Luftzufuhr, die zum Aufschäumen benötigt wird, geregelt werden. Meistens geschieht das durch einen kleinen Plastikstift, der sich am Cappuccinatore befindet, oder durch einen Regler, den man fest einstellen kann.
Der Cappuccinatore ist bei den meisten Kaffeevollautomaten nachrüstbar, während er bei manchen hochwertigeren Maschinen (mit einer separaten Dampfdüse) schon integriert ist.